# Državna cesta D305
D305 je državna cesta u Hrvatskoj. Ukupna duljina iznosi 5,1 km.